# 平島健司
平島 健司（ひらしま けんじ、1957年9月25日 - ）は、日本の政治学者、東京大学社会科学研究所教授。専門は、比較政治学、ドイツ政治。

## 経歴
大阪府生まれ。東京大学法学部卒業後、東京大学大学院法学政治学研究科修士課程修了。
1992年東京大学より博士（法学）の学位を受く（学位論文「ワイマール共和国の崩壊の研究」）。
東京大学法学部助手、東京大学社会科学研究所助教授を経て、2000年から教授。この間、コンスタンツ大学、コーネル大学で在外研究を行う。

## 著書

### 単著
- 『ワイマール共和国の崩壊』（東京大学出版会, 1991年）
- 『ドイツ現代政治』（東京大学出版会, 1994年）
- 『EUは国家を超えられるか――政治統合のゆくえ』（岩波書店, 2004年）
- 『ドイツの政治』（東京大学出版会, 2017年）

### 共著
- （飯田芳弘）『ヨーロッパ政治史』（放送大学教育振興会, 2005年、改訂新版2010年）

### 編著
- 『政治空間の変容と政策革新（2）国境を越える政策実験・EU』（東京大学出版会, 2008年）

### 共編著
- （馬場康雄）『ヨーロッパ政治ハンドブック』（東京大学出版会, 2000年、第2版2010年）

### 訳書
- ゲルハルト・レームブルッフ『ヨーロッパ比較政治発展論』（東京大学出版会, 2004年）
- K・ヨース, フランツ・ヴァルデンベルガー『EUにおけるロビー活動』（日本経済評論社, 2005年）